# 요시와라

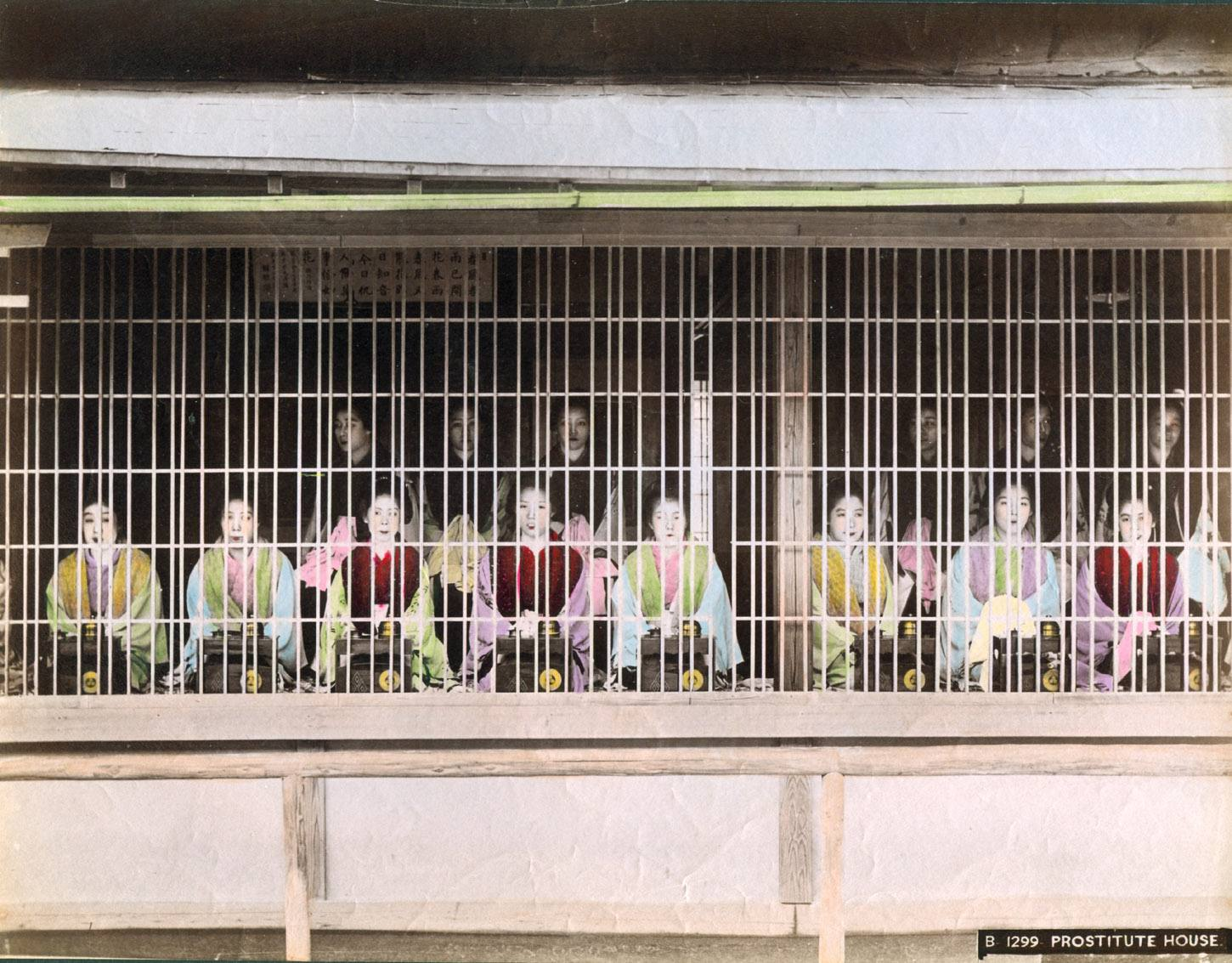
메이지 시대 요시와라의 유녀들을 촬영한 착색 흑백사진.

요시와라(일본어: 吉原)는 에도 시대 에도 교외에 만들어진, 막부 공인 매춘 업소가 모여 있는 유곽(요시와라 유곽) 및 그 지역의 이름이다. 현재의 도쿄도 다이토구 센조쿠 4번지 및 3번지의 일부이다. 현재 이 일대는 증기탕 업소들이 모여 있다.

## 같이 보기
- 가라유키상
- 판판